# 华莱士·萨金特
华莱士·莱斯利·威廉·萨金特，FRS（英語：Wallace Leslie William Sargent，1935年2月15日—2012年10月29日），英国出生的美国天文学家，加州理工学院Ira S.Bowen天文学教授。

## 奖项和荣誉
- 海伦·B·华纳天文学奖 (1969年)
- 丹尼·海涅曼天体物理学奖 (1991年)
- 布鲁斯奖章 (1994年)
- 亨利·诺里斯·罗素讲座 (2001年)
- 当选皇家学会会士 (1981年)
- 小行星 11758 萨金特以他的名字命名